# Le Marron
Le Marron was een restaurant in Malden in Nederland. Het kreeg in 2007 een Michelinster toegekend en wist die tot en met 2014 te behouden.
Eigenaar en chef-kok van Le Marron was Ysbrandt Wermenbol.
Het restaurant sloot op 25 oktober 2014. Wermenbol gaf daarbij als reden dat hij op een andere locatie een laagdrempeliger restaurant wilde gaan beginnen.